# Alfred Kolleritsch
Alfred Kolleritsch, né le 16 février 1931 à Brunnsee en Styrie et mort le 29 mai 2020 à Graz en Styrie, est un écrivain autrichien, également poète et philosophe.

## Biographie

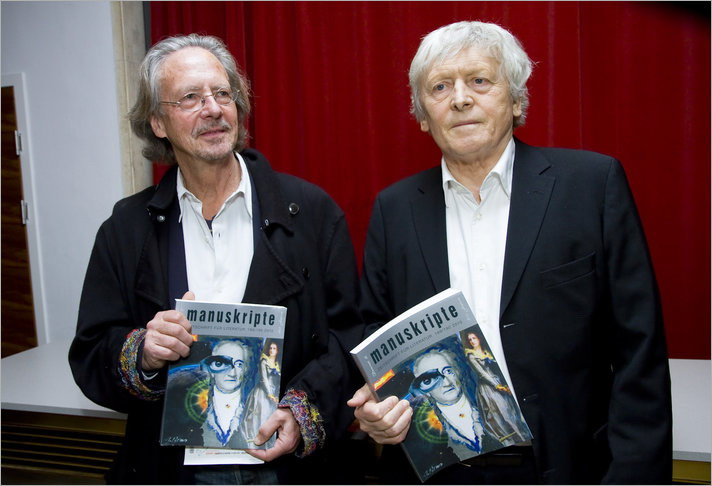
Alfred Kolleritsch (à droite) et Peter Handke pour les 50 ans de manuskripte en 2010.

- Enseignant de philosophie à l'université de Graz
- Fondateur, en 1960, avec le peintre Günter Waldorf (1924-2012) de la prestigieuse revue manuskripte, organe du Forum Stadtpark (1958).

## Publications
Un volume de sa correspondance est publié à Vienne en 2005.
Romans
- Die Pfirsichtöter (1972)
- Die grüne Seite (1974)
- Allemann (1989), trad. aux éditions Verdier

## Distinctions
Nombreux prix littéraires, dont :
- Prix de littérature de Styrie (1976)
- Prix Manuskripte (1981)
- Österreichischer Kunstpreis für Literatur (1982)
- Prix Georg-Trakl en 1987
- Prix Pétrarque
- Prix France Culture en littérature étrangère, en 1997
- Prix Peter Rosegger (1997)
- Prix Horst-Bienek de poésie (2005)
- Prix Franz-Nabl (2009)